# Rain Clouds over Wushan
Pour plus de détails, voir Fiche technique et Distribution.
Rain Clouds over Wushan (巫山雲雨, Wū shān yún yǔ), aussi connu sous le titre In Expectation, est une comédie dramatique chinoise réalisée par Zhang Ming et scénarisée par Zhu Wen. Le film est sorti en 1996. Le titre original fait référence à un poème de Song Yu, poète chinois du IIIe siècle av. J.-C..
Située sur les rives du Yang-Tsé lors de la construction du barrage des Trois-Gorges, l'histoire suit la vie de deux personnages isolés dans le xian du Wushan. La représentation satirique qui est faite de la vie rurale est caractéristique du mouvement de la « sixième génération » entamé au début des années 1990,.

## Synopsis

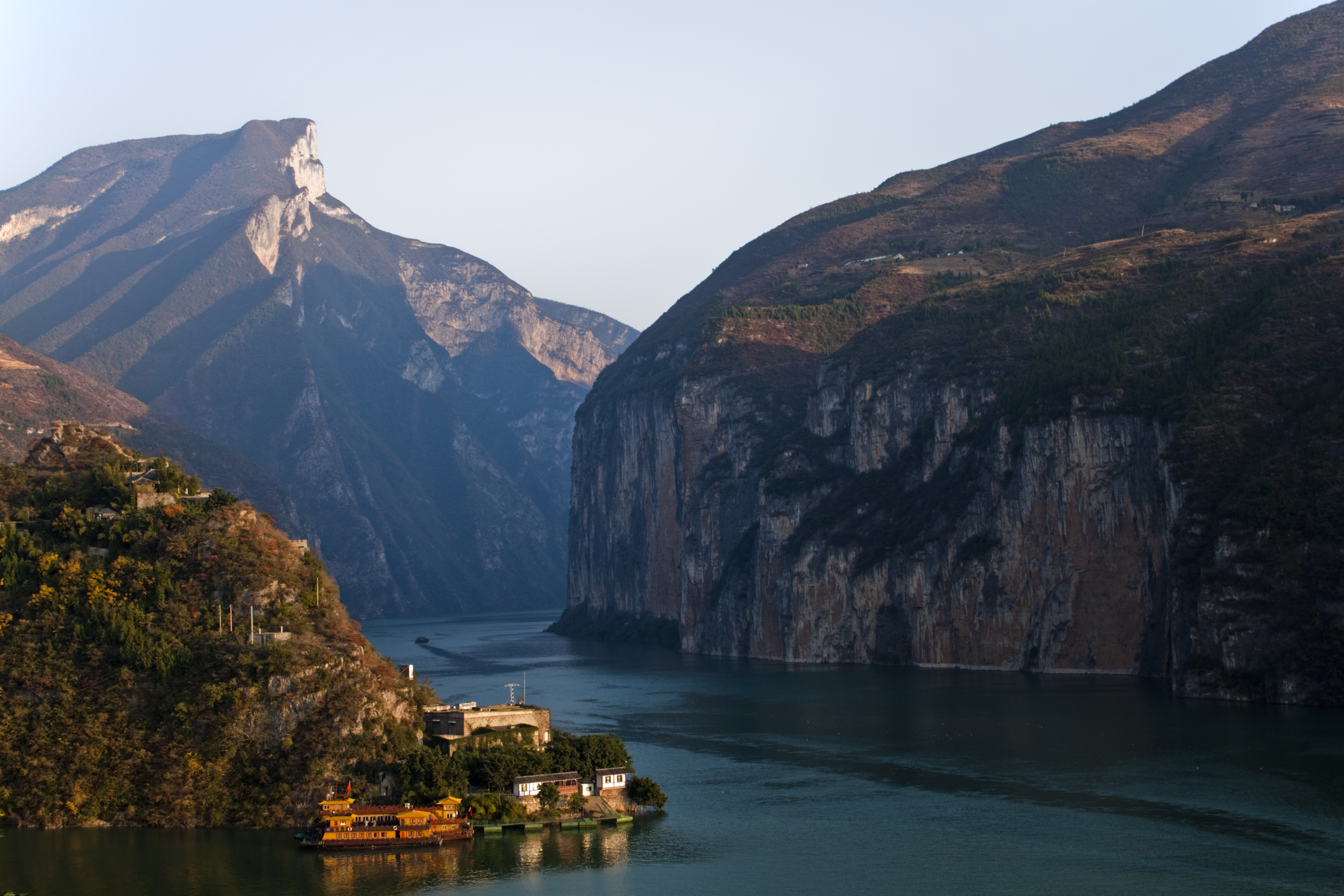
L'histoire se déroule à proximité des Trois Gorges.

Mai Qiang (Zhang Xianming) est un homme solitaire d'une trentaine d'années qui vit à Wushan ; il travaille comme signaleur sur le fleuve Yang-Tsé et habite dans un petit phare. Il occupe son temps libre à dessiner ; ses dessins lui servent plus tard de papier hygiénique. Son ami (Wang Wenqiang), au caractère plus sociable le pousse à rencontrer des femmes de son âge. Un soir, après avoir beaucoup bu, il rencontre une jeune mère veuve, Chen Qing (Zhong Ping), également solitaire. Chen est employée dans une auberge qui sera bientôt submergée par la retenue d'eau du barrage des Trois-Gorges ; la jeune femme  entretient une liaison avec son patron, Lao Mo, mais elle rêve d'une vie meilleure. Croyant reconnaître en elle la femme dont il rêve toutes les nuits, Mai la force à coucher avec lui. Le lendemain matin, il s'en veut terriblement quand il se rend compte de son acte.
Lao Mo dénonce Mai au policier local, Wu Gang, qui l'arrête. Cependant, Chen fait le choix de déclarer avoir consenti à la relation sexuelle ; elle sauve ainsi Mai au prix de sa propre réputation.

## Fiche technique
- Titre : Rain Clouds over Wushan
- Titre alternatif : In Expectation
- Titre original : 巫山雲雨, Wū shān yún yǔ
- Réalisateur : Zhang Ming
- Scénario : Zhu Wen, Yuanlun Jiang, Yongahou Liu et Xinyu Wang
- Société de production : Beijing Film Studio
- Musique : Liu Feng
- Photographie : Ding Jiancheng, Zhou Ming et Yao Xiaofeng
- Montage : Wang Qiang et Zhou Ying
- Costumes : Jianrong Feng
- Pays d'origine :  Chine
- Format : Couleurs - 35 mm
- Genre : Comédie dramatique
- Durée : 96 minutes
- Budget : 180 000 $
- Dates de sortie : 
  -  Canada : octobre 1996 (au festival international du film de Vancouver)
  -  Suisse : mars 1997 (au festival international de films de Fribourg)

## Distribution
- Xiu Jiang : Liang Er
- Bing Li : Ma Bing
- Shengguo Wang : Wang Jie
- Wenqiang Wang : Wu Gang
- Zongdi Xiu : Lao Mo
- Liu Yang : Lily
- Ping Zhang : Chen Qing
- Xianmin Zhang : Mai Qiang

## Accueil
Rain Clouds over Wushan a été présenté dans de nombreux festivals de cinéma où il a été primé à plusieurs reprises. Sous le titre In Expectation, il est récompensé du prix « Nouveaux courants » lors de la première édition du festival international du film de Busan. Le film remporte le prix FIPRESCI et le prix du meilleur film lors de l'édition 1996 du festival du film de Turin. Lors de l'édition 1997 du festival international du film de Vancouver, il remporte le prix Dragons and Tigers récompensant un film asiatique ex-æquo avec Le Jour où le cochon est tombé dans le puits, un film sud-coréen réalisé par Hong Sang-soo.   
Depuis sa sortie, Rain Clouds over Wushan a été reconnu comme l'un des films principaux de la « sixième génération » du cinéma chinois qui se caractérise par un regard accru porté sur la vie quotidienne dans la Chine contemporaine,,. Les thèmes principaux sont la solitude et l'attente, d'où ce titre alternatif In Expectation, soit « dans l'attente ». En 2001, il est sélectionné par la Harvard Film Archive (en) dans le cadre d'une rétrospective intitulée « The Urban Generation: Chinese Cinema and Society in Transformation ». Les archives filmiques de l'université de Los Angeles l'intègrent à leur rétrospective « New Chinese Cinema: Tales of Urban Delight, Alienation and the Margins ».